# Sidusa
Genre
Synonymes
- Chloridusa Simon, 1902

Sidusa est un genre d'araignées aranéomorphes de la famille des Salticidae.

## Distribution
Les espèces de ce genre se rencontrent en Amérique sauf Sidusa beebei de Bornéo.

## Liste des espèces
Selon World Spider Catalog (version 23.0, 19/03/2022) :
- Sidusa albopalpis (Peckham & Peckham, 1901)
- Sidusa angulitarsis Simon, 1902
- Sidusa beebei (Petrunkevitch, 1914)
- Sidusa carinata Kraus, 1955
- Sidusa dominicana Petrunkevitch, 1914
- Sidusa erythrocras (Chamberlin & Ivie, 1936)
- Sidusa femoralis Banks, 1909
- Sidusa flavens (Peckham & Peckham, 1896)
- Sidusa gratiosa Peckham & Peckham, 1895
- Sidusa guianensis (Caporiacco, 1947)
- Sidusa inconspicua Bryant, 1940
- Sidusa incurva (Chickering, 1946)
- Sidusa marmorea F. O. Pickard-Cambridge, 1901
- Sidusa nigrina F. O. Pickard-Cambridge, 1901
- Sidusa obscura (Chickering, 1946)
- Sidusa olivacea F. O. Pickard-Cambridge, 1901
- Sidusa pallida F. O. Pickard-Cambridge, 1901
- Sidusa perdita (Banks, 1898)
- Sidusa scintillans (Crane, 1943)
- Sidusa seclusa (Chickering, 1946)
- Sidusa stoneri Bryant, 1923
- Sidusa subfusca (F. O. Pickard-Cambridge, 1900)
- Sidusa tarsalis Banks, 1909
- Sidusa turquinensis Bryant, 1940
- Sidusa unica Kraus, 1955
- Sidusa viridiaurea (Simon, 1902)

## Systématique et taxinomie
Ce genre a été décrit par Peckham et Peckham en 1895 dans les Attidae.
Chloridusa a été placé en synonymie par Zhang et Maddison en 2015.

## Publication originale
- Peckham & Peckham, 1895 : « Spiders of the Homalattus group of the family Attidae. » Occasional Papers of the Natural History Society of Wisconsin, vol. 2, no 3, p. 159-183 (texte intégral).